# びわ湖キャプテン
びわ湖キャプテン株式会社は、滋賀県東近江市の一部地域を放送対象地域として超短波放送（FM放送）をする特定地上基幹放送事業者である。
Radio Sweet（ラジオスイート）の愛称でコミュニティ放送をしている。

## 概要
2005年（平成17年）開局。愛称は「情報がSweet（新鮮） で、おしゃべりや音楽が、とってもSweet（心地よい）! 身近にあって、 役に立つ! ステキ・イースト （東近江） を結ぶ情報の架け橋として、みんなが Sweet（楽しく愉快） になれる放送局をめざします。」からきている。
社名の通りキャプテンシステムの情報提供者として創業し、同システムの終了後はインターネットプロバイダーとなっていた。
出資比率から代表取締役社長の冨田正敏がマスメディア集中排除原則にいう支配関係にある。
本社は東近江市八日市上之町に置く。演奏所（スタジオ）は当初、浜野町の緑町交差点の一角にあった。ガソリンスタンドを改装したもので、2019年（平成31年）に野菜直売所「雨と太陽の色」を併設した。2022年（令和4年）には近江鉄道八日市駅の待合室の一角に移転、「えきなかラジオ局」となった。
送信所は百済寺町山口（百済寺公民館付近）にあり、放送局（現・特定地上基幹放送局）の呼出符号はJOZZ7BA-FM、呼出名称はびわこキャプテンひがしおうみエフエム、周波数81.5MHz、空中線電力10Wで放送区域は東近江市、神崎郡能登川町（現・近江八幡市）、愛知郡秦荘町（現・愛荘町）、犬上郡甲良町、蒲生郡安土町（現・近江八幡市）の各一部地域および愛知川町（現・愛荘町）ならびに犬上郡豊郷町。
- 放送エリアは、東近江市を中心に近江八幡市、蒲生町、竜王町、日野町、安土町、能登川町、秦荘町、愛知川町、彦根市稲枝地区の約8万世帯[2]と称している。

自社制作番組以外の時間帯には邦楽のポップスを放送している。2022年3月までは大阪のラジオ局FM802から番組供給を受けていた。
再送信
- 東近江ケーブルネットワークでは同一周波数で再送信している。音声告知端末機の4チャンネルにも設定されている。
- 竜王町では有線放送のチャンネル74で再送信している。

## 沿革
- 1987年（昭和62年）5月14日 - びわ湖キャプテン株式会社設立[2]。
- 2005年（平成17年）
  - 4月26日 - 放送局の予備免許取得[7]。
  - 7月28日 - 放送局の免許取得[6][8]。
  - 8月1日 - 開局[8]。
- 2022年（令和4年）
  - 4月5日 - スタジオを緑町交差点から八日市駅に移転[4]。
  - 8月1日 - ListenRadioの配信開始[9]。

## 主な自社制作番組

### 放送中
- Sweet morning（月曜日 - 金曜日 8:00 - 9:00）
- Rainbow station（火曜日 - 金曜日 9:00 - 10:30）
- パチパチはちまん（木曜日 13:30 - 14:00）
- Twilight Breeze（月曜日 - 金曜日 18:00 - 18:30、第4火曜日は18:30 - 19:00）
- 鳥居ちゃんの聞いてみよう行ってみよう（第4火曜日 18:00 - 18:30）
- Music Box（水曜日 19:00 - 20:00） など

### 放送終了
- Delicious Rainbow（月曜日 - 金曜日 12:00 - 13:30）
- Music815（第2・4金曜日 19:00 - 20:00）
- 日本の音楽（第4土曜日 7:00 - 8:00）
- ホップステップ能登川まち協"ラジオ瓦版" （土曜日 8:00 - 8:30） など